# Frémestroff
Frémestroff (Duits: Fremersdorf in Lothringen) is een gemeente in het Franse departement Moselle in de regio Grand Est. De gemeente telde 304 inwoners op 1 januari 2022.

## Geschiedenis
De gemeente maakte voor 2015 deel uit van het arrondissement Forbach en kanton Grostenquin. Op 1 januari van dat jaar fuseerde het arrondissement met het arrondissement Boulay-Moselle tot het arrondissement Forbach-Boulay-Moselle. Toen het kanton op 22 maart 2015 werd opgeheven werden Frémestroff opgenomen in het kanton Sarralbe.

## Geografie
De oppervlakte van Frémestroff bedraagt 5,51 vierkante kilometer; Op 1 januari 2022 was de bevolkingsdichtheid 55,2 inwoners per km².
De onderstaande kaart toont de ligging van Frémestroff met de belangrijkste infrastructuur en aangrenzende gemeenten.

## Demografie
Onderstaande figuur toont het verloop van het inwonertal.